# Булатовци (Калесија)
Булатовци су насељено мјесто у Босни и Херцеговини, у општини Калесија, које административно припада Федерацији Босне и Херцеговине. Према попису становништва из 2013. у насељу је живјело 377 становника.

## Географија
Насеље Булатовци налази се на истоку општине Калесија на десној обали ријеке Спрече. Кроз Булатовце пролази магистрални пут М-4 (Тузла - Зворник) као и жељезничка пруга на истој релацији. Географске координате насеља су: 44° 25' 23″ сјеверне географске дужине и 18° 56' 34″ источне географске ширине. Сјеверно од Булатоваца је Старо Село, источно Махала док западну границу насеља чине Мемићи.

## Становништво
| Националност       | 2013. | 1991. | 1981. | 1971. |
| Срби               | '     | '     | 5     | 1     |
| Муслимани          | 377   | 380   | 419   | 474   |
| Хрвати             | '     | '     | 7     | '     |
| Југословени        | '     | '     | 79    | '     |
| остали и непознато | '     | '     | 72    | 1     |
| Укупно             | 377   | 380   | 582   | 476   |